# Versailles (Franse band)
Versailles is een voormalig Franse muziekgroep met als thuishaven Rijsel, in het noordwesten van Frankrijk. De band speelde progressieve rock en kwam tot stand in 1985. In 1988 brachten ze hun eerste (en waarschijnlijk enige) single uit: Le Sang Blue (Blauw bloed). De band kocht ooit een mellotron van Yes.
De muziek van de band gaat terug naar de tijden dat het Versailles zelf voor de wind ging, de 17e eeuw. De band speelde leentjebuur bij de band Mona Lisa door Dominique Le Guennec te vragen voor hun vierde album. Het bleek hun laatste te zijn; de groep ging op haart beurt op in Mona Lisa. 
Leider van de band was Guillaume de la Pilière, die ook soloalbums uitbrengt. 
Groeps- en soloalbums verschenen op Musea Records.

## Discografie
Versailles :
- 1991 : La cathédrale du temps ; Musea FGBG 4025
- 1992 : Don Giovanni ; Musea FGBG4056
- 1994 : Le trésor de Valliesres ; Musea FGBG4103
- 1998 : Blaise et Benjamin ; Musea FGBG4245

Guillaume de la Pilière:
- 1997 : Contes des Sous-Bois ; Musea FGBG4230
- 1999 : Psychedeleidoscope ; Musea FGBG4328
- 2009 : Requiem Apocalyptique ; Musea FGBG4701

## Bandleden
- Guillaume de la Pilière : zang, gitaar, dwarsfluit
- Benoît de Gency : slagwerk
- Alain de Lille : toetsinstrumenten
- Patrice le Roy : basgitaar (alleen eerste album)
- Olivier de Gency : basgitaar (overige)
- Dominique Le Guennec : zang (vierde album)